# Warkałki
Warkałki – wieś w Polsce położona w województwie warmińsko-mazurskim, w powiecie ostródzkim, w gminie Miłakowo.
W latach 1975–1998 miejscowość administracyjnie należała do województwa olsztyńskiego. Miejscowość leży w historycznym regionie Prus Górnych. W latach 1945–46 miejscowość nosiła nazwę Twardowo.
Wieś wzmiankowana w dokumentach z roku 1337, jako dwór ziemiański na 8 włókach. Pierwotna nazwa osady to Baldeyn. W roku 1782 we wsi odnotowano 9 domów (dymów), natomiast w 1858 w 8 gospodarstwach domowych było 67 mieszkańców. 
W roku 1973 wieś należała do powiatu morąskiego, gmina i poczta Miłakowo.